# Ariopsis (pez)
Ariopsis es un género de peces actinopeterigios de agua dulce y marinos, distribuidos por ríos de América Central y por agua marina del oeste del océano Atlántico y este del océano Pacífico.

## Especies
Existen 4 especies reconocidas en este género:
- Ariopsis assimilis (Günther, 1864)
- Ariopsis felis (Linnaeus, 1766)
- Ariopsis guatemalensis (Günther, 1864)
- Ariopsis seemanni (Günther, 1864)